# Calodia jonesi
Calodia jonesi är en insektsart som beskrevs av Nielson 1982. Calodia jonesi ingår i släktet Calodia och familjen dvärgstritar. Inga underarter finns listade i Catalogue of Life.